# Мічиган-Сентер (Мічиган)
Мічиган-Сентер (англ. Michigan Center) — переписна місцевість (CDP) в США, в окрузі Джексон штату Мічиган. Населення — 4609 осіб (2020).

## Географія
Мічиган-Сентер розташований за координатами 42°13′33″ пн. ш. 84°19′25″ зх. д. / 42.22583° пн. ш. 84.32361° зх. д. (42.225969, -84.323587).  За даними Бюро перепису населення США в 2010 році переписна місцевість мала площу 14,76 км², з яких 13,05 км² — суходіл та 1,71 км² — водойми.

## Демографія
Згідно з переписом 2010 року, у переписній місцевості мешкали 4672 особи в 1912 домогосподарствах у складі 1278 родин. Густота населення становила 316 осіб/км².  Було 2123 помешкання (144/км²).
Расовий склад населення:
| - 96,6 % — білих - 0,5 % — корінних американців - 0,4 % — чорних або афроамериканців - 0,3 % — азіатів |

До двох чи більше рас належало 1,8 %. Частка іспаномовних становила 1,9 % від усіх жителів.
За віковим діапазоном населення розподілялося таким чином: 22,2 % — особи молодші 18 років, 62,6 % — особи у віці 18—64 років, 15,2 % — особи у віці 65 років та старші. Медіана віку мешканця становила 41,8 року. На 100 осіб жіночої статі у переписній місцевості припадало 101,7 чоловіків;  на 100 жінок у віці від 18 років та старших — 99,5 чоловіків також старших 18 років.
Середній дохід на одне домашнє господарство  становив 48 831 долар США (медіана — 43 506), а середній дохід на одну сім'ю — 53 505 доларів (медіана — 47 121). За межею бідності перебувало 17,2 % осіб, у тому числі 28,3 % дітей у віці до 18 років та 0,0 % осіб у віці 65 років та старших.
Цивільне працевлаштоване населення становило 1984 особи. Основні галузі зайнятості: освіта, охорона здоров'я та соціальна допомога — 26,8 %, виробництво — 23,6 %, роздрібна торгівля — 11,4 %, будівництво — 9,1 %.